# Friedrich Löwel
Friedrich Löwel (* 23. Juli 1849 in Naila; † 30. Juni 1914 in München) war ein deutscher Architekt und Baubeamter.

## Leben
Friedrich Löwel studierte an der Polytechnischen Schule München Architektur. 1869 wurde er Mitglied des Corps Vitruvia München. Nach dem Studium trat er in Dienst der Stadt München, wo er zum Städtischen Baurat aufstieg und 1876 zum Leiter des städtischen Bauwesens ernannt wurde. Als Schüler von Gottfried von Neureuther baute er überwiegend im Stil der Neorenaissance. Zu seinen Bauwerken zählen insbesondere Schulgebäude. Zahlreiche Bauwerke Löwels gehören heute zu den Baudenkmälern Münchens. 1890 erkrankte er und gab seine Aufgaben an Carl Hocheder und Hans Grässel ab.